# DC超級英雄女孩 (電視動畫)
《DC超級英雄女孩》（英語：DC Super Hero Girls）是2019年的動畫影集，是以2015年網路動畫系列為基礎的的同名續作。由華納兄弟動畫製作，並由曾製作《飛天小女警》及《彩虹小馬：友情就是魔法》的蘿倫·福斯特擔任製作人，動畫第一季於2019年3月起在美國卡通頻道首播。每集片長為11分鐘，不過第1-4集是以1小時特輯的方式同時播映。

## 概述

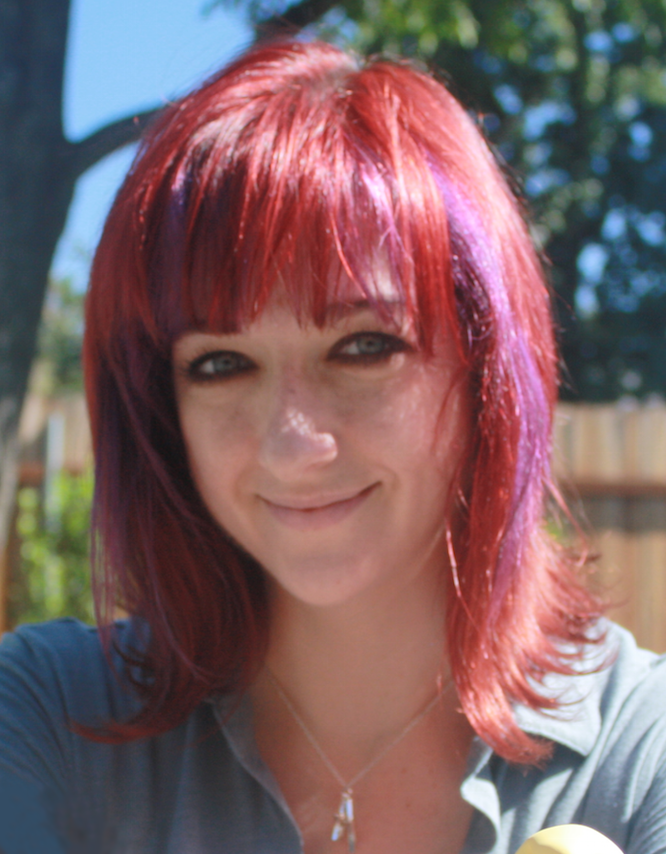
2014年的蘿倫·福斯特

該作以DC宇宙中的大都會市為背景，主要的登場人物，包括超級英雄與反派，也是以DC宇宙中的角色為基礎，多數是以高中學生的身份登場。
六名主要角色為黛安娜·普林斯（神力女超人）、芭芭拉·高登（蝙蝠女）、卡菈·丹弗斯（超少女）、潔西卡·克魯茲（綠光戰警）、凱倫·比徹（黃蜂女）、扎坦娜·扎塔拉（扎坦娜），六個女孩在學校中熟識，並組成了一個被稱為「超級英雄女孩」的超級英雄團隊。與2015年的短篇版本不同，眾人不是在超級英雄專屬的高中上課，反倒變成在一般人在上課的大都會高中（Metropolis High School），角色個性上也比較多元；主角們除了肩負起與反派作戰的任務外，也必須避免讓自己的真實身份曝光，同時她們也會面對高中青少女在成長中所面臨的課題。
角色設定很大程度受到2012年蘿倫·福斯特的DC短片動畫《永遠的超級好朋友》（Super Best Friends Forever）的影響。

## 角色

### 主要角色（超級英雄女孩）
蝙蝠女（Batgirl）
配音：美國→Tara Strong，台灣→林沛笭
本名：芭芭拉·戈登（Barbara Gordon，暱稱小芭Babs）
大都會高中學生，哥譚市警察局長的女兒，於第一話《Sweet Justice》從哥譚搬到大都會市。
她的性格開朗、活潑好動，有時有點無厘頭且缺乏專注力，儘管如此，她是一名發明高手，並且對於電腦的知識十分豐富，本身不具有超能力，主要是利用自己發明的各種蝙蝠道具進行戰鬥；由於她富有感染力的熱情，經常被視為團隊中的『啦啦隊長』。
她十分崇拜蝙蝠俠、並對於墨西哥捲餅有著莫名的狂熱。
神力女超人（Wonder Woman）
配音：美國→Grey Griffin，台灣→汪世瑋
本名：戴安娜·普林斯（Diana Prince）
大都會高中學生，真實身分是屬於亞馬遜族的戰士公主。
她是一名擁有出色戰鬥技能，並富有正義感的女戰士，在團隊中經常擔任領導者，同時在學校課業與體育等表現也非常優異。最初，她在人類世界顯的格格不入，後來在朋友的幫助下逐漸改善。
剛來到人類世界時，她在海邊意外的愛上了史提夫·崔佛，只要他出現在面前就會變得十分笨拙，並且幾乎失去戰鬥力，可說是戴安娜的最大弱點。
超少女（Supergirl）
配音：美國→Nicole Sullivan，台灣→穆宣名
本名：卡拉·丹弗斯（Kara Danvers）
大都會高中學生，來自氪星的少女，第一集顯示她與養父母丹弗斯家庭住在一起。
個性男孩子氣且叛逆，脾氣暴躁，愛出風頭，有時會不掩飾的嘲笑他人，但另一方面，有時她也是一個樂於助人的朋友，並且私底下擁有少女心的一面（她喜歡兔子等小動物）。由於身為氪星人的關係，戰鬥時擁有超級力量、超級聽力、飛行能力、X-ray透視眼、熱視線等能力，氪星石則為戰鬥時的最大弱點，一接觸就會喪失體力。
因為堂弟超人（克拉克）總是獲得比自己高的關注度，因此卡拉對他十分忌妒。
黃蜂女（Bumblebee）
配音：美國→Kimberly Brooks，台灣→連思宇
本名：凱倫·碧潔爾（Karen Beecher）
大都會高中學生。性格善良、害羞、膽小且缺乏自信，其體型也比較矮小，因此在學校中是比較不起眼的女生。不過她對機械方面相當拿手，可使用自己開發的黃蜂衣進行戰鬥，技能為縮小、飛行及使用蜂螫。（事實上，當初開發黃蜂衣的目的是讓自己變的巨大，但最後的結果卻恰巧相反）
雖然膽小，但當她的城市與朋友遇到危機時，會英勇的挺身而出。
綠燈俠（Green Lantern）
配音：美國→Myrna Velasco，台灣→錢欣郁
本名：潔西卡·克魯茲（Jessica Cruz，暱稱Jess）
大都會高中學生。她是一位和平主義者，目前與同校學生哈爾·喬丹都是綠燈俠的成員，戰鬥時藉由使用能量戒指來產生各式各樣的效果，不過比起打鬥，她更偏好以和平的方式解決問題；同時，她還是一位環保主義者和素食主義者，經常參加如保護動物等示威集會。
扎坦娜（Zatanna）
配音：美國→Kari Wahlgren，台灣→曾允凡
本名：扎坦娜·扎塔拉（Zatanna Zatara，暱稱Zee）
大都會高中學生，來自魔法家族，父親是知名魔術師。個性傲嬌、自戀，會用比較戲劇化的口吻說話，穿著時尚。主要使用自身的魔法技能進行戰鬥，可經由說出咒語來施放法術；雖然自身也是一位才華洋溢的魔法師，不過作為魔術表演者的生涯才剛起步（於第五話《Adventures In Bunnysitting》中她提到，自己將參加首次收費的獨自演出）。

### 主要反派
小丑女（Harley Quinn）
配音：美國→Tara Strong，台灣→徐瑀甄
本名：哈琳·奎澤（Harleen Quinzel）
芭芭拉在哥譚市的童年玩伴及好友，被芭芭拉稱為GBFFs （Gotham Best Friends Forever，哥譚的永遠摯友），於《Frenemies》一話中轉至大都會高中。
作為一般青少女，她是一個愛玩、喜愛惡作劇的女孩，其無厘頭程度更勝芭芭拉，並十分重視與芭芭拉的友誼。變身為反派時，保有原本愛玩的個性，但行為會更為瘋狂（幾乎是犯罪行為），所使用的武器通常是一把巨大的玩具槌，而不愛牌理出牌的進攻模式常讓主角們吃足苦頭。
作為一般女孩，她和芭芭拉是摯友，作為小丑女，則和蝙蝠女卻是宿敵關係，她們知道彼此的超級英雄/超級反派身份。
貓女（Catwoman）
配音：美國→Cree Summer，台灣→汪世瑋
本名：瑟琳娜·凱爾（Selina Kyle）
大都會高中學生。
她是一名出色的偷竊犯，在反派小隊中經常擔任領頭者的角色，身手就如貓般敏捷，戰鬥時使用鞭子及貓爪。
在《Ally Cat》一集中，曾協助英雄少女們取回雷克斯·路瑟盜走的雷克斯·路瑟的永恆之書。
毒藤女（Poison Ivy）
配音：美國→Cristina Milizia，台灣→連思宇
本名：潘·愛絲莉（Pam Isley）
大都會高中學生。
在學校中，她是一個孤獨的女孩，不喜歡交朋友，相較之下，她深深地愛護植物，並具有與植物交談的能力。變身為毒藤女時會利用操控植物進行攻擊，她若遇見破壞植物的人會不繼一切的想摧毀對方。
潔西卡是學校中唯一想和她交朋友的人，不過潘卻因此覺得很厭煩，作為毒藤女時更是經常和綠燈俠戰鬥。（其實兩者都具有保護植物和樹木的理想）
星彩藍寶石（Star Sapphire）
配音：美國→Kari Wahlgren，台灣→連思宇
本名：卡蘿·費里斯（Carol Ferris）
大都會高中學生。（初次登場時是在別所高中，但劇中未明確提及轉學一事）
她是哈爾·喬丹的前女友，事實上她痴迷於哈爾並且依然希望和她一起，且忌妒心極強，會攻擊阻擋在她們之間的任何人。和綠燈俠一樣，她是能量戒指（紫光）的使用者。
電女郎（Livewire）
配音：美國→Mallory Low，台灣→曾允凡
本名：萊絲莉·威利斯（Leslie Willis）
大都會高中學生。具有操控電力的能力，經常藉由此能力惡整校內學生並公諸於世，藉此獲得樂趣。變身為電女郎後同樣利用電力戰鬥。
巨化女（Giganta）
配音：美國→Grey Delisle Griffin，台灣→錢欣郁
本名：朵莉絲·柔伊爾（Doris Zeul）
大都會高中學生。身材壯碩，頭腦簡單，經常霸凌其他學生（凱倫經常是她的受害者）；變身巨化女後體型更巨大，力氣也變得很驚人。

## 各集列表
每集的開頭都含有社交媒體風格的主題標籤（#）。
| 季數           | 集数         | 集数         | 首播日期       | 首播日期       |
| 季數           | 集数         | 集数         | 首映           | 季终           |
| -------------- | ------------ | ------------ | -------------- | -------------- |
| 劇院宣傳短片   | 劇院宣傳短片 | 劇院宣傳短片 | 2018年7月27日  | 2018年7月27日  |
| 短片           | 52           | 52           | 2019年1月17日  | TBA年          |
| 1              | 52           | 52           | 2019年3月8日   | 2020年12月27日 |
| DC粉絲圓頂短片 | 2            | 2            | 2020年9月12日  | 2020年9月12日  |
| Crossovers     | 2            | 2            | 2020年12月19日 | 2021年5月31日  |
| 2              | 待定         | 待定         | 2021年6月6日   | 待定           |

## 外部連結
- 互联网电影数据库（IMDb）上《DC超級英雄女孩》的资料（英文）
- 官方網站[永久] （英文）（暫停更新）
- 中文官方網站（页面存档备份，存于）
- 官方Facebook頁面（页面存档备份，存于）
- 官方instagram頁面
- 官方Twitter頁面（页面存档备份，存于）
- 官方YouTube頻道（页面存档备份，存于）
- DC Super Hero Girls wiki （页面存档备份，存于）